# Văgiulești
Văgiulești is een Roemeense gemeente in het district Gorj.
Văgiulești telt 2947 inwoners.